# Montañeros CF
Montañeros CF is een Spaanse voetbalclub uit A Coruña die sinds 2009 uitkomt in de Segunda División B. De club werd opgericht in 1977.

## Bekende (ex-)spelers
- Pape Diop (jeugd)

Burgos CF ·
Celta de Vigo B · 
SD Compostela ·
Coruxo FC · 
CD Covadonga ·
Cultural Leonesa ·
Deportivo La Coruña ·
Racing de Ferrol · 
CD Guijuelo ·
UP Langreo ·
CD Lealtad ·
Club Marino de Luanco ·
CD Numancia ·
Real Oviedo B·
Pontevedra CF ·
Salamanca CF ·
Unionistas de Salamanca CF ·
 Sporting Gijón B ·
Real Valladolid B ·
Zamora CF ·